# Felice Casson
Felice Casson (ur. 5 sierpnia 1953 w Chioggii) – włoski prawnik, sędzia śledczy, senator. W 1990 ujawnił dokonane przez siebie ustalenia dotyczące prowadzenia we Włoszech tzw. operacji Gladio.

## Życiorys
Ukończył studia prawnicze na Uniwersytecie w Padwie. W 1980 został sędzią śledczym, w trakcie kariery zawodowej uzyskał najwyższe stopnień kwalifikacje zawodowe. W latach 1993–2005 zajmował stanowisko prokuratora w Wenecji.
Felice Casson prowadził po latach śledztwo w sprawie zamachu z 1972, w którym zginęło trzech funkcjonariuszy Korpusu Karabinierów. W jego trakcie ustalił, że wykorzystane przy jego dokonaniu materiały wybuchowe pochodzą z zasobów wojskowych przekazanych niejawnej organizacji. Dalsze badanie tej sprawy doprowadziło do ujawnienia powołania w latach 50. tajnej struktury bojowej (typu stay-behind) utworzonej w ramach włoskich wojskowych służb specjalnych i faktycznie podległej bezpośrednio NATO – organizacji Gladio. Upublicznienie tych ustaleń przez Felice'a Cassona latem 1990 zapoczątkowało prowadzone na szeroką skalę śledztwo (w tym także postępowanie parlamentarne w Senacie), a także aferę polityczną, gdy okazało się, że o funkcjonowaniu Gladio wiedział włoski premier. Doprowadziło to do wielotysięcznych demonstracji inicjowanych przez komunistów i przyczyniło się do mających miejsce w pierwszej połowie lat 90. znaczących zmian na scenie politycznej.
Po zakończeniu pracy w wymiarze sprawiedliwości zaangażował się w działalność polityczną. W 2006 Felice Casson został wybrany w skład Senatu XV kadencji z ramienia Drzewa Oliwnego. W 2007 przystąpił do nowo powołanej Partii Demokratycznej. W 2008 w przedterminowych wyborach parlamentarnych utrzymał mandat senatora na XVI kadencję, uzyskał reelekcję także w 2013.
W 2017 dołączył do nowo powołanego ruchu politycznego pod nazwą Artykuł 1 – Ruch Demokratyczny i Postępowy.